# Horăști, Gorj
Format:Problemeartisol
Horăști este o localitate componentă a municipiului Motru din județul Gorj, Oltenia, România.
Satul Horăști este un sat cu o însemnătate istorică. În trecut, acest sat a fost construit în fosta vatră a satului Brăbeți. În acea perioadă, boierii erau acele persoane care ocupau cel mai mult pământ din sat. În anul 1962, la deschiderea minei din zona Horăști, oamenii s-au decis să își construiască casele mai aproape de locurile de muncă, astfel că zona Brăbeți a rămas nelocuită.
Lângă noile case construite de localnici, au fost construite pentru prima dată câteva blocuri care aveau ca scop găzduirea inginerilor și directorilor minei Horăști, care au fost aduși din toată țara. Numele satului Horăști provine de la numărul foarte mare de familii care purtau numele de Hoară.
Informații despre mina Horăști

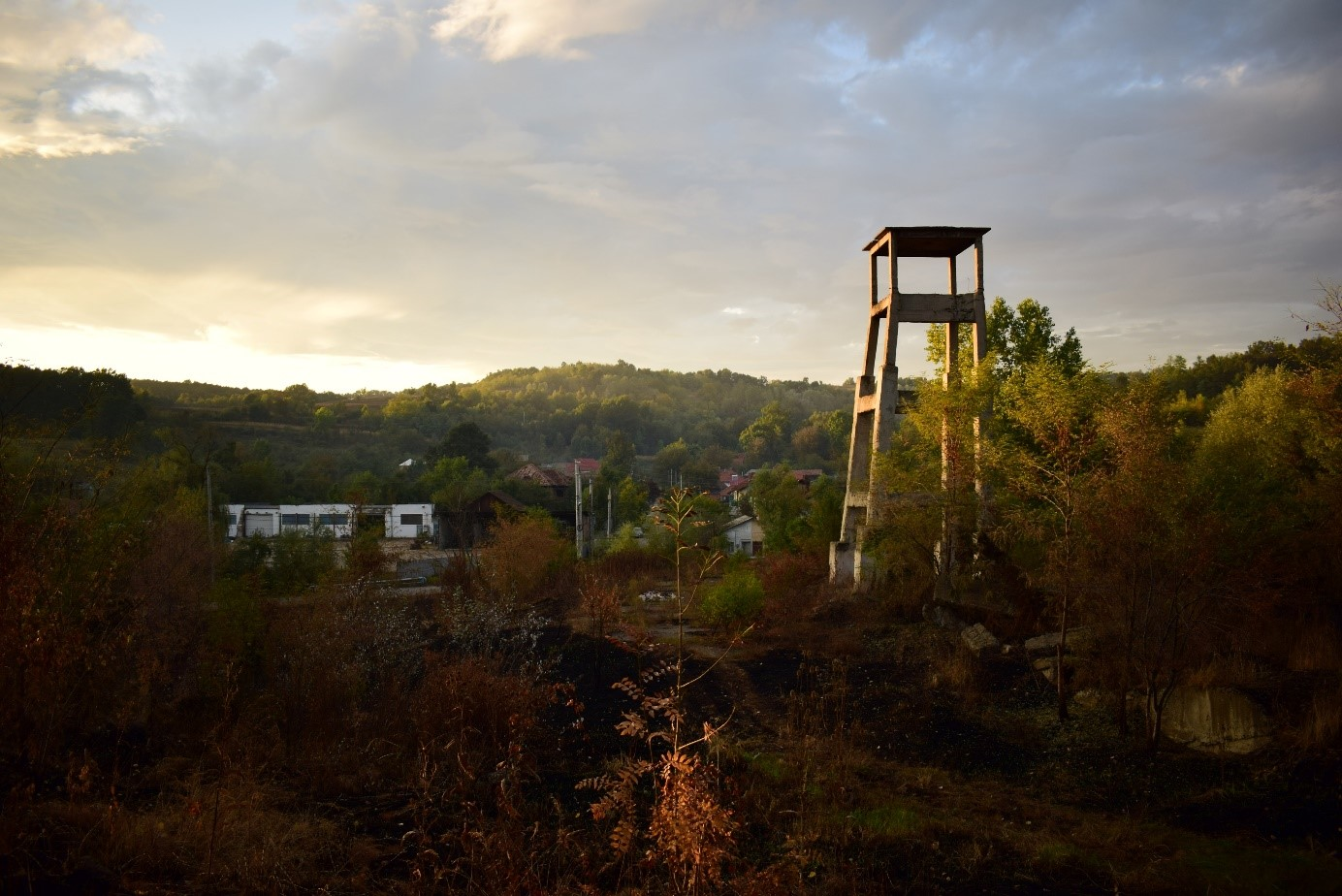
Privire din ansamblu a satului Horăști

În anul 1964, în localitatea Horăști din zona Olteniei, s-a deschis una dintre minele țării cunoscută sub numele de Mina Horăști. Aceasta a fost pusă în funcțiune timp de 41 de ani, fiind locul unde și-au câștigat existența mii de locuitori ai zonei.
În ziua de 24 august 1960, a fost marcat în teren punctul de atac al galeriei I-400 – Horăști, iar în 27 august 1960, al galeriei I-400 – Horăști, acestea reprezentând primele două lucrări pentru deschiderea minei. Aceste două puncte cunoscute ca ”punctele de atac ale galeriilor”, au fost marcate în teren de topograful Petre Brudașca, în prezența Inginerului Kimellman – inginer șef al întreprinderii  Miniere Oltenia și a altor specialiști de la întreprindere și a subsemnatului care gira funcția de șef de sector.
Mina se împărțea în mai multe ramuri: 
- Galeria de cercetare Horăști;
- Puțul de cercetare Horăști;
- Foraje de cercetare geologică, săpate cu două autopurtate.

Activitățile din cadrul minei au luat sfârșit în anul 2005, moment în care un număr foarte mare de persoane și-au pierdut locul de muncă.

Mina Horăști după 60 de ani

Mina Horăști după 60 de ani

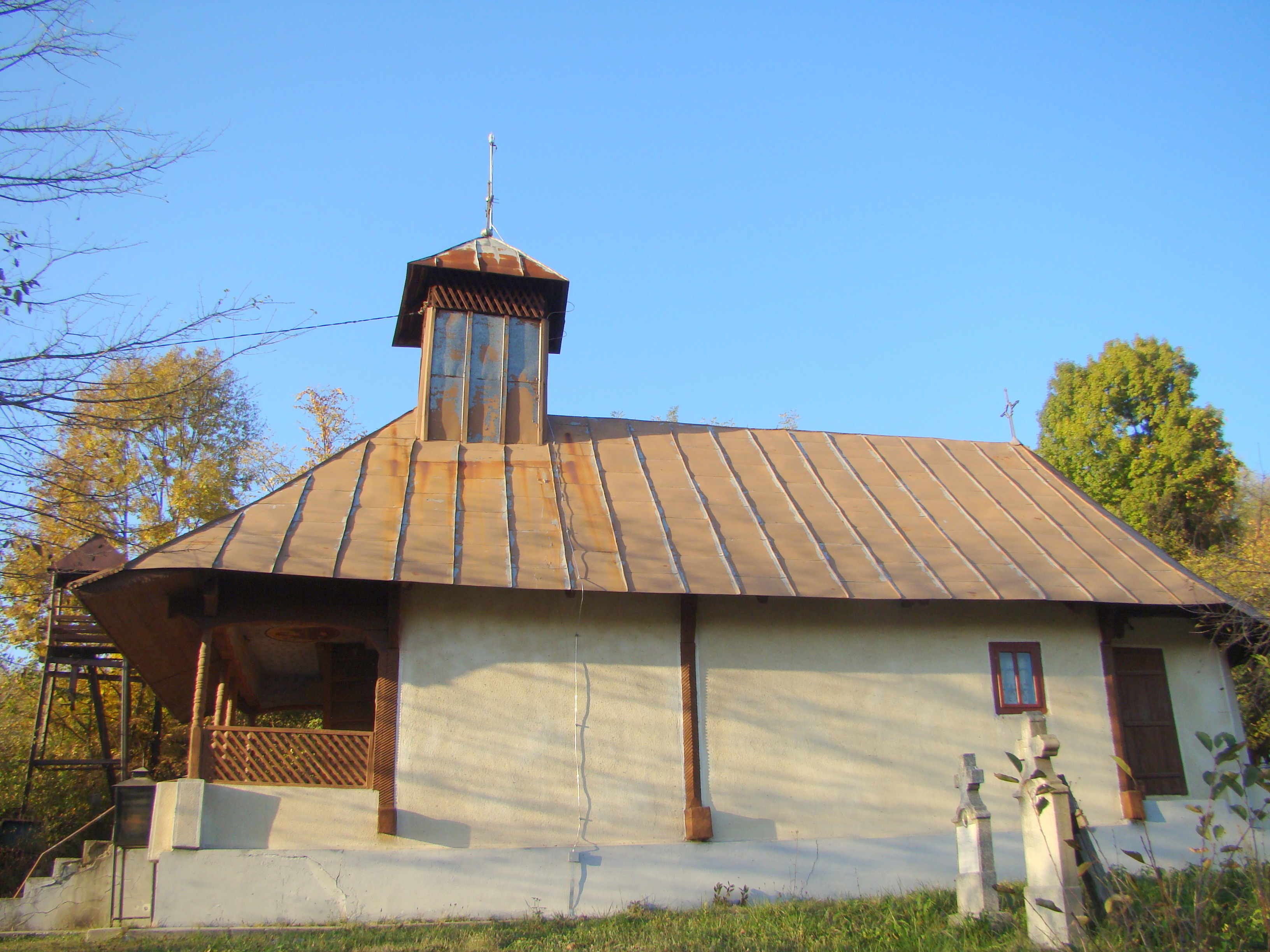
Biserica de lemn „Sfântul Mare Mucenic Gheorghe” (monument istoric)

Biserica de lemn din Horăști este unul dintre monumentele istorice ale României. A fost ridicată de locuitorii zonei Brăbeți de la acea vreme, care au avut sprijin din partea vecinilor din Horăști. Biserica a fost construită în hramul Sfântului Gheorghe și sfințită în 30 iulie 1812. Aceasta a fost reconstruită între anii 1878, respectiv 1886. În perimetrul bisericii se află în partea de vest o clopotniță separată, confecționată pe un schelete metalic unde clopotarul bate clopotul la înmormântări și în zilele de sărbătoare
În prezent localnicii zonei frecventează biserica în zilele de duminică și sărbătorile religioase. În lăcașul sfânt preotul înfăptuiește slujbe de cununie, botezuri și înmormântări. 